# Parideras
Parideras es una localidad española del municipio de Vianos, perteneciente a la provincia de Albacete, en la comunidad autónoma de Castilla-La Mancha.

## Historia
Hacia 1929, formando ya parte de Vianos, era descrito como un caserío con una población de 84 habitantes y un total de 15 casas. En 2022, el núcleo de población tenía empadronado 1 habitante.